# Andrzej Laszczak
Andrzej Laszczak (* 5. Mai 1976 in Szczyrk) ist ein polnischer Naturbahnrodler. Er startet auch im Einsitzer, ist aber vor allem im Doppelsitzer erfolgreich. Nachdem er mehrere Jahre mit Marcin Pawlus startete, bildet er seit 1999 ein Doppelsitzerpaar mit Damian Waniczek. Sie gewannen in der Saison 2001/2002 den Gesamtweltcup, siegten bisher in zehn Weltcuprennen, gewannen die Silbermedaille bei der Europameisterschaft 2010 und weitere fünf Bronzemedaillen bei Welt- und Europameisterschaften. Andrzej Laszczak wurde bislang 14-mal Polnischer Meister im Doppelsitzer, zwölfmal davon mit Damian Waniczek.

## Karriere
Andrzej Laszczak nimmt seit 1991 an Wettkämpfen im Naturbahnrodeln teil und feierte 1993 einen ersten Erfolg, als er zusammen mit Jerzy Sidoruk Polnischer Meister im Doppelsitzer wurde. Im Weltcup startet Laszczak sowohl im Doppelsitzer als auch im Einsitzer. Während er im Einsitzer zwar zur nationalen Spitze zählt und mehrere Podestplätze bei den Polnischen Meisterschaften erzielte, erreicht er im Weltcup in dieser Disziplin zumeist nur Platzierungen zwischen Rang 20 und Rang 30, seltener auch unter den besten 20, und im Gesamtweltcup meist ebenfalls Platzierungen zwischen Rang 20 und 30. Im Doppelsitzer hingegen zählt Andrzej Laszczak zur Weltspitze. In der zweiten Hälfte der 1990er-Jahre gelangen ihm zusammen mit Marcin Pawlus die ersten guten Resultate im Weltcup. Zwar fuhr das Duo in keinem Rennen auf das Podest, erreichte aber in den Saisonen 1995/1996 und 1997/1998 den sechsten sowie in der Saison 1996/1997 den fünften Gesamtrang im Doppelsitzer-Weltcup. Bei der Weltmeisterschaft 1996 und der Europameisterschaft 1997 erzielte das Duo Pawlus/Laszczak jeweils den siebenten Platz im Doppelsitzer, während Andrzej Laszczak im Einsitzer nur auf die Plätze 30 und 33 kam. In der Saison 1998/1999 bestritt Andrzej Laszczak keine Weltcuprennen, startete aber bei der Europameisterschaft 1999 in seinem Heimatort Szczyrk, wo er den 16. Platz im Einsitzer und mit Pawlus den vierten Platz im Doppelsitzer erreichte. Zudem wurden Marcin Pawlus und Andrzej Laszczak 1999 Polnische Meister im Doppelsitzer.
Seit der Saison 1999/2000 startet Andrzej Laszczak gemeinsam mit dem fünf Jahre jüngeren Damian Waniczek im Weltcup. Die beiden hatten bereits zusammen an der Junioreneuropameisterschaft 1996 in Szczyrk teilgenommen, wo sie Fünfte im Doppelsitzer wurden. Im Einsitzer hatte Andrzej Laszczak damals den 15. Platz belegt. Nachdem Andrzej Laszczak und Damian Waniczek in den ersten drei Weltcuprennen der Saison 1999/2000 einmal unter die besten fünf gekommen waren, gelang ihnen der erste große Erfolg bei der Weltmeisterschaft Ende Januar 2000 in Olang. Dort gewannen sie hinter den Italienern Armin und David Mair sowie den Österreichern Reinhard Beer und Herbert Kögl die Bronzemedaille und damit die erste Medaille für Polen bei den seit 1979 ausgetragenen Weltmeisterschaften überhaupt. Drei Wochen später folgte auch im Weltcup der erste Podestplatz, als sie am 20. Februar 2000 in Železniki den dritten Rang erreichten. Im Weltcup war dies der zweite Podestplatz für Polen, nachdem sechs Jahre zuvor das Doppel Krzysztof Niewiadomski und Michał Andrzejewski ebenfalls einen dritten Platz erreicht hatte. Im Gesamtweltcup belegten Laszczak/Waniczek in ihrer ersten gemeinsamen Saison knapp vor den Russen Denis Alimow und Roman Molwistow den vierten Platz. Außerdem wurden sie 2000 Polnische Meister im Doppelsitzer und konnten diesen Titel bisher jedes Jahr verteidigen, womit sie bis 2011 zwölfmal Polnische Meister im Doppelsitzer wurden und Andrzej Laszczak mit den beiden früheren Titeln bereits 14-mal die nationale Meisterschaft gewann.
Etwas schlechter als das Vorjahr verlief die Saison 2000/2001. Podestplätze blieben aus, ihr bestes Weltcupergebnis war ein vierter Platz in Lüsen und sie fielen auf Rang sechs im Gesamtklassement zurück. Bei der Weltmeisterschaft 2001 in Stein an der Enns wurden sie mit knapp einer Sekunde Rückstand auf die drittplatzierten Peter Lechner und Peter Braunegger Vierte. Im erstmals ausgetragenen Mannschaftswettbewerb kam das polnische Team, dem neben Andrzej Lasczak und Damian Waniczek noch Magdalena Hula angehörte, auf den vierten und – nach dem Ausfall der Mannschaft Österreich I – letzten Platz. Schon im nächsten Winter ging es wieder steil bergauf und Laszczak/Waniczek feierten im ersten Weltcuprennen der Saison 2001/2002 in Olang ihren ersten Sieg und zugleich den ersten Weltcupsieg für Polen überhaupt. Es folgten ein zweiter Platz im zweiten Rennen von Olang sowie ein dritter Platz im Parallelwettbewerb von Triesenberg, nur in Umhausen kamen sie als Fünfte nicht auf das Podest. Mit zwei weiteren Siegen in den letzten beiden Weltcuprennen in Hüttau und Železniki sicherten sich die Polen mit einem Vorsprung von 55 Punkten auf die Österreicher Beer/Kögl zum ersten und bisher einzigen Mal den Gesamtweltcupsieg. Bei der eine Woche nach dem Weltcupfinale ausgetragenen Europameisterschaft 2002 in Frantschach-Sankt Gertraud gewannen Laszczak/Waniczek in einer knappen Entscheidung die Bronzemedaille, 17 Hundertstelsekunden hinter den Siegern Wolfgang und Andreas Schopf und nur sechs Hundertstelsekunden hinter den zweitplatzierten Reinhard Beer und Herbert Kögl. Im Einsitzer verzichtete Andrzej Laszczak nach Platz 31 im ersten Durchgang auf einen Start im zweiten Lauf.
Im Weltcup begann die nächste Saison so erfolgreich wie die Letzte endete. Laszczak/Waniczek gewannen die ersten beiden Rennen in Völs und Umhausen, wurden Zweite in Moskau und standen im vierten Saisonrennen in Hüttau erneut ganz oben auf dem Siegerpodest, womit sie zu diesem Zeitpunkt in der Zwischenwertung einen Vorsprung von 60 Punkten auf die Russen Pawel Porschnew und Iwan Lasarew hatten. Doch in den letzten beiden Rennen kamen die Polen jeweils nur auf den vierten Platz, während die Russen einmal siegten und einmal Zweite wurden und damit den erneuten Gesamtweltcupsieg der Polen verhinderten; Laszczak/Waniczek belegten mit zehn Punkten Rückstand den zweiten Gesamtrang. Bei der Weltmeisterschaft 2003 in Železniki verfehlten sie die Medaillenränge um 27 Hundertstelsekunden und wurden wie schon vor zwei Jahren Vierte. In der Saison 2003/2004 hatten die Polen mit der Entscheidung im Gesamtweltcup von Beginn an wenig zu tun. In den ersten vier Rennen fuhren sie nur einmal, als Zweite in Grande Prairie, auf das Podest. Das fünfte Weltcuprennen, den Parallelwettbewerb in Triesenberg, gewannen sie zwar, doch letztendlich kamen sie im Gesamtweltcup nicht über Rang vier hinaus. Bei der Europameisterschaft 2004 in Hüttau fuhren sie lediglich auf Platz sieben. Auch die nächste Saison begann mit zwei fünften Plätzen in Longiarü und Unterammergau nicht nach Wunsch. Danach beendeten Laszczak/Waniczek aber alle vier Weltcuprennen auf dem Podest, gewannen zweimal in Oberperfuss und Latzfons und erreichten damit noch den zweiten Platz im Gesamtweltcup, 60 Punkte hinter Beer/Kögl und zehn Punkte vor Porschnew/Lasarew. Nach zwei vierten Plätzen bei den letzten beiden Weltmeisterschaften gewannen Laszczak/Waniczek bei der Weltmeisterschaft 2005 in Latsch – wie schon fünf Jahre zuvor – wieder die Bronzemedaille und blieben dabei nur zwei Hundertstelsekunden hinter den zweitplatzierten Armin Mair und Johannes Hofer. Im Mannschaftswettbewerb erzielte das polnische Team, bestehend aus Andrzej Laszczak, Damian Waniczek und Karolina Waniczek, mit nur einem Punkt Rückstand auf das Team Italien I den vierten Platz. Laszczak/Waniczek erzielten dabei im Doppelsitzer die beste Zeit. Nachdem Andrzej Laszczak in den letzten Jahren im Einsitzer einige Weltcuprennen ausgelassen hatte und bei Welt- und Europameisterschaften in den letzten sechs Jahren nur einmal im Einsitzer antrat, ist er seit diesem Winter auch ohne seinen Partner wieder regelmäßig am Start. Wie schon in den Jahren zuvor erzielte er auch in dieser und in den folgenden Saisonen zumeist Platzierungen zwischen Rang 20 und Rang 30 und erreicht ebensolche Ergebnisse im Gesamtweltcup. Bei der WM 2005 konnte er sich mit Rang 27 im Mittelfeld platzierten.
Der Sieg im Auftaktrennen der Saison 2005/2006 in Longiarü war der bislang Letzte der beiden Polen im Weltcup. In der zweiten Saisonhälfte fuhren sie noch zweimal, als Dritte in Grande Prairie und Zweite in Oberperfuss, auf das Podest, fielen aber im Gesamtweltcup auf Platz vier zurück. Ungewohnt schlecht verlief die Saison 2006/2007. Zum ersten Mal seit sechs Jahren fuhren sie in keinem Weltcuprennen unter die besten drei, und wurden, ebenso wie sechs Jahre zuvor, nur Sechste im Gesamtweltcup. Bei der Europameisterschaft 2006 in Umhausen erzielten Laszczak/Waniczek mit Platz neun ihr schlechtestes Karriereergebnis; bei der Weltmeisterschaft 2007 in Grande Prairie konnten sie sich aber wieder auf Platz vier verbessern, zudem belegten sie dort zusammen mit Kinga Gawlas und Adam Jędrzejko den fünften Platz im Mannschaftswettbewerb. Im Einsitzer kam Andrzej Laszczak bei der EM 2006 auf Rang 33 und bei der WM 2007 auf Platz 26. In der Saison 2007/2008 erreichte das Doppel Laszczak/Waniczek wieder zwei zweite Plätze in Moos in Passeier und Latsch. Mit weiteren zwei Top-5-Ergebnissen belegten sie im Gesamtweltcup hinter den Italienern Patrick Pigneter und Florian Clara, die alle sechs Saisonrennen gewannen, und den Russen Porschnew/Lasarew den dritten Platz. Bei der Europameisterschaft 2008 in Olang wurden sie aber nur Siebente, im Einsitzer fuhr Andrzej Laszczak auf Rang 25.
Jeweils zwei dritte Plätze waren Andrzej Laszczaks und Damian Waniczeks beste Weltcupergebnisse in den Saisonen 2008/2009 und 2009/2010 und in beiden Jahren kamen sie mit weiteren zwei Top-5-Resultaten auf den vierten Platz im Gesamtweltcup. Bei der Weltmeisterschaft 2009 in Moos in Passeier gewannen sie zum dritten Mal nach 2000 und 2005 die Bronzemedaille im Doppelsitzer. Zudem wurden sie zusammen mit Natalia Waniczek und Adam Jędrzejko Fünfte im Mannschaftswettbewerb und Andrzej Laszczak belegte im Einsitzer Platz 29. Der nach ihrem Gesamtweltcupsieg bisher größte Erfolg gelang den Polen bei der Europameisterschaft 2010 in St. Sebastian. Nachdem sie bereits viermal den dritten Platz und ebenso oft den vierten Rang bei internationalen Titelkämpfen erreicht hatten, gewannen Andrzej Laszczak und Damian Waniczek bei der EM 2010 mit der jeweils zweitschnellsten Laufzeit und einem Rückstand von 1,52 Sekunden auf die Italiener Patrick Pigneter und Florian Clara sowie einem Vorsprung von 29 Hundertstelsekunden auf die Russen Alexander Jegorow und Pjotr Popow die Silbermedaille im Doppelsitzer. Zudem wurden sie mit Natalia Waniczek und Adam Jędrzejko Sechste im Mannschaftswettbewerb; im Einsitzer wurde Andrzej Laszczak 26.
Zu Beginn der Saison 2010/2011 nahm Andrzej Laszczak nicht an den beiden Weltcuprennen in Nowouralsk teil. Im Einsitzer erzielte er danach mit Platzierungen um Rang 25 ähnliche Weltcupergebnisse wie in den Vorjahren. Im Doppelsitzer begannen Laszczak/Waniczek die Saison Mitte Januar nur mit einem neunten Platz im Weltcuprennen in Gsies. Bei der Weltmeisterschaft 2011 in Umhausen zwei Wochen später waren sie erfolgreicher und gewannen zum vierten Mal die Bronzemedaille im Doppelsitzer. Im Mannschaftswettbewerb belegten sie zusammen mit den Einsitzern Wioletta Ryś und Adam Jędrzejko den achten Platz unter neun Teams; im Einsitzer wurde Laszczak 27. Im Weltcup blieb das Duo Laszczak/Waniczek allerdings erstmals seit der Saison 2000/2001 ohne Podestplatz. Im Gesamtweltcup fielen sie auf den achten Platz zurück. Auch in der Weltcupsaison 2011/2012 gelang ihnen kein Podestplatz, doch mit vier Top-5-Ergebnissen konnten sich Laszczak/Waniczek wieder auf Rang fünf im Doppelsitzer-Gesamtweltcup verbessern. Im Einsitzer platzierte sich Andrzej Laszczak wie im Vorjahr meist um Rang 25, womit er auch im Gesamtweltcup wieder 25. wurde. Bei der Europameisterschaft 2012 in Nowouralsk wurde Laszczak 25. im Einsitzer, während das Duo Laszczak/Waniczek im Doppelsitzer den fünften Platz und im Mannschaftswettbewerb in einem gemischten Team mit den beiden Einsitzern Adam Jędrzejko und der Slowenin Petra Dragičevič den achten Platz belegte.

## Erfolge

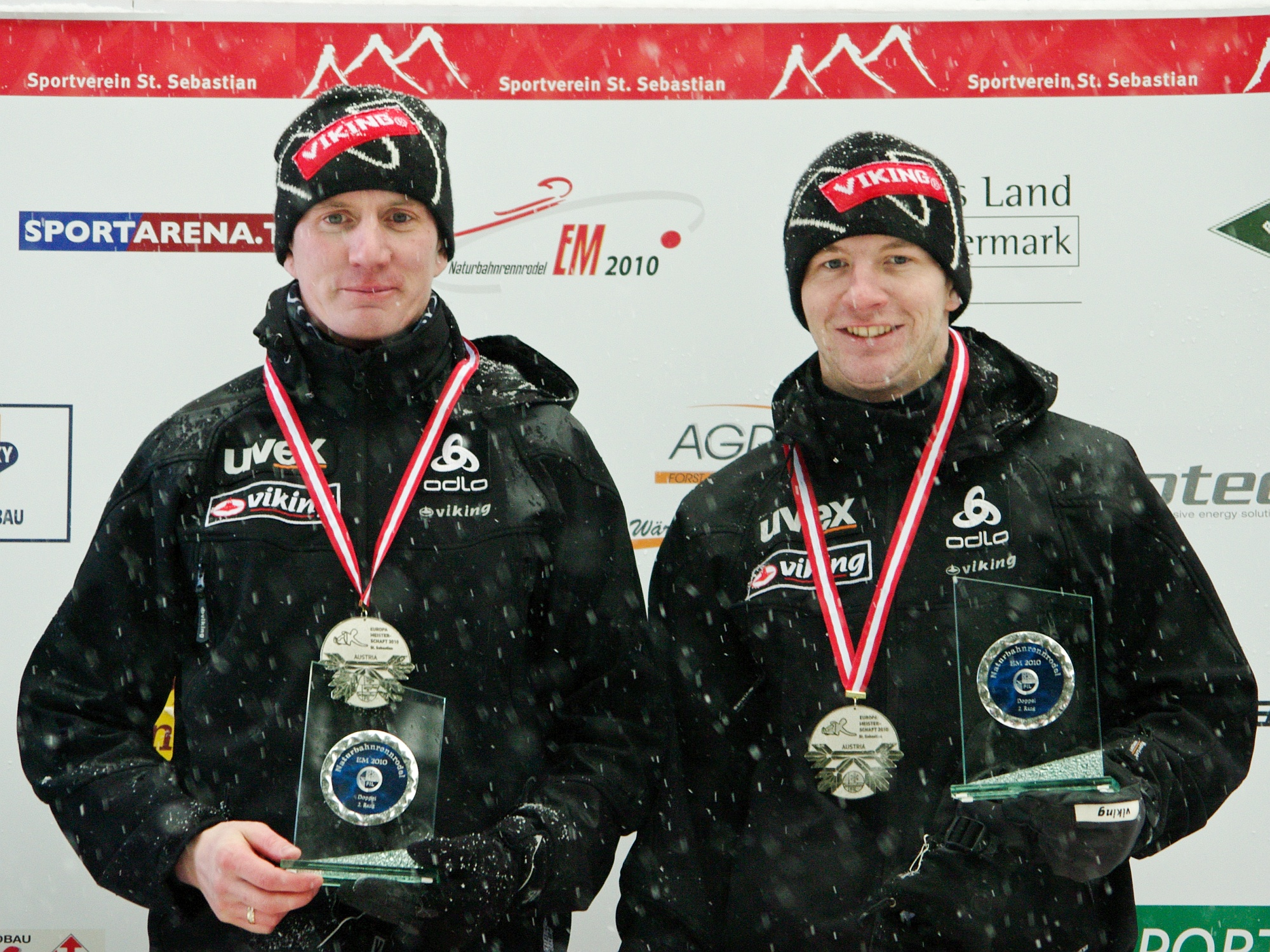
Andrzej Laszczak (links) und Damian Waniczek während der Doppelsitzer-Siegerehrung der Europameisterschaft 2010

(wenn nicht anders angegeben, Doppelsitzer mit Damian Waniczek)

### Weltmeisterschaften
- Oberperfuss 1996: 30. Einsitzer, 7. Doppelsitzer (mit Marcin Pawlus)
- Olang 2000: 3. Doppelsitzer
- Stein an der Enns 2001: 4. Doppelsitzer, 4. Mannschaft
- Železniki 2003: 4. Doppelsitzer
- Latsch 2005: 27. Einsitzer, 3. Doppelsitzer, 4. Mannschaft
- Grande Prairie 2007: 26. Einsitzer, 4. Doppelsitzer, 5. Mannschaft
- Moos in Passeier 2009: 29. Einsitzer, 3. Doppelsitzer, 6. Mannschaft
- Umhausen 2011: 27. Einsitzer, 3. Doppelsitzer, 8. Mannschaft

### Europameisterschaften
- Moos in Passeier 1997: 33. Einsitzer, 7. Doppelsitzer (mit Marcin Pawlus)
- Szczyrk 1999: 16. Einsitzer, 4. Doppelsitzer (mit Marcin Pawlus)
- Frantschach 2002: 3. Doppelsitzer
- Hüttau 2004: 7. Doppelsitzer
- Umhausen 2006: 33. Einsitzer, 9. Doppelsitzer
- Olang 2008: 25. Einsitzer, 7. Doppelsitzer
- St. Sebastian 2010: 26. Einsitzer, 2. Doppelsitzer, 6. Mannschaft
- Nowouralsk 2012: 25. Einsitzer, 5. Doppelsitzer, 8. Mannschaft

### Junioreneuropameisterschaften
- Szczyrk 1996: 15. Einsitzer, 5. Doppelsitzer

### Weltcup
- Gesamtweltcupsieg im Doppelsitzer in der Saison 2001/2002
- 2. Gesamtrang im Doppelsitzer-Weltcup in den Saisonen 2002/2003 und 2004/2005
- 3. Gesamtrang im Doppelsitzer-Weltcup in der Saison 2007/2008
- 25 Podestplätze, davon 10 Siege:

| Datum             | Ort         | Land          | Disziplin    |
| ----------------- | ----------- | ------------- | ------------ |
| 14. Dezember 2001 | Olang       | Italien       | Doppelsitzer |
| 20. Januar 2002   | Hüttau      | Österreich    | Doppelsitzer |
| 27. Januar 2002   | Železniki   | Slowenien     | Doppelsitzer |
| 22. Dezember 2002 | Völs        | Italien       | Doppelsitzer |
| 12. Januar 2003   | Umhausen    | Österreich    | Doppelsitzer |
| 26. Januar 2003   | Hüttau      | Österreich    | Doppelsitzer |
| 14. Februar 2004  | Triesenberg | Liechtenstein | Doppelsitzer |
| 14. Januar 2005   | Oberperfuss | Österreich    | Doppelsitzer |
| 23. Januar 2005   | Latzfons    | Italien       | Doppelsitzer |
| 11. Dezember 2005 | Longiarü    | Italien       | Doppelsitzer |

### Polnische Meisterschaften
- 14-facher Polnischer Meister im Doppelsitzer (1993 und 1999 bis 2011)